# Селайн (Луїзіана)
Селайн (англ. Saline) — селище (англ. village) в США, в окрузі Б'єнвіль штату Луїзіана. Населення — 265 осіб (2020).

## Географія
Селайн розташований за координатами 32°9′47″ пн. ш. 92°58′36″ зх. д. / 32.16306° пн. ш. 92.97667° зх. д. (32.163124, -92.976778).  За даними Бюро перепису населення США в 2010 році селище мало площу 3,08 км², уся площа — суходіл.

## Демографія
Згідно з переписом 2010 року, у селищі мешкало 277 осіб у 106 домогосподарствах у складі 69 родин. Густота населення становила 90 осіб/км².  Було 129 помешкань (42/км²).
Расовий склад населення:
| - 76,2 % — білих - 21,3 % — чорних або афроамериканців - 0,4 % — корінних американців |

До двох чи більше рас належало 2,2 %. Частка іспаномовних становила 0,0 % від усіх жителів.
За віковим діапазоном населення розподілялося таким чином: 27,1 % — особи молодші 18 років, 59,5 % — особи у віці 18—64 років, 13,4 % — особи у віці 65 років та старші. Медіана віку мешканця становила 34,1 року. На 100 осіб жіночої статі у селищі припадало 91,0 чоловіків;  на 100 жінок у віці від 18 років та старших — 98,0 чоловіків також старших 18 років.
Середній дохід на одне домашнє господарство  становив 46 827 доларів США (медіана — 40 833), а середній дохід на одну сім'ю — 46 390 доларів (медіана — 42 857). За межею бідності перебувало 23,3 % осіб, у тому числі 23,9 % дітей у віці до 18 років та 7,1 % осіб у віці 65 років та старших.
Цивільне працевлаштоване населення становило 139 осіб. Основні галузі зайнятості: освіта, охорона здоров'я та соціальна допомога — 23,0 %, сільське господарство, лісництво, риболовля — 17,3 %, виробництво — 12,9 %, будівництво — 9,4 %.